# Museo Revoltella – Galleria d’Arte Moderna

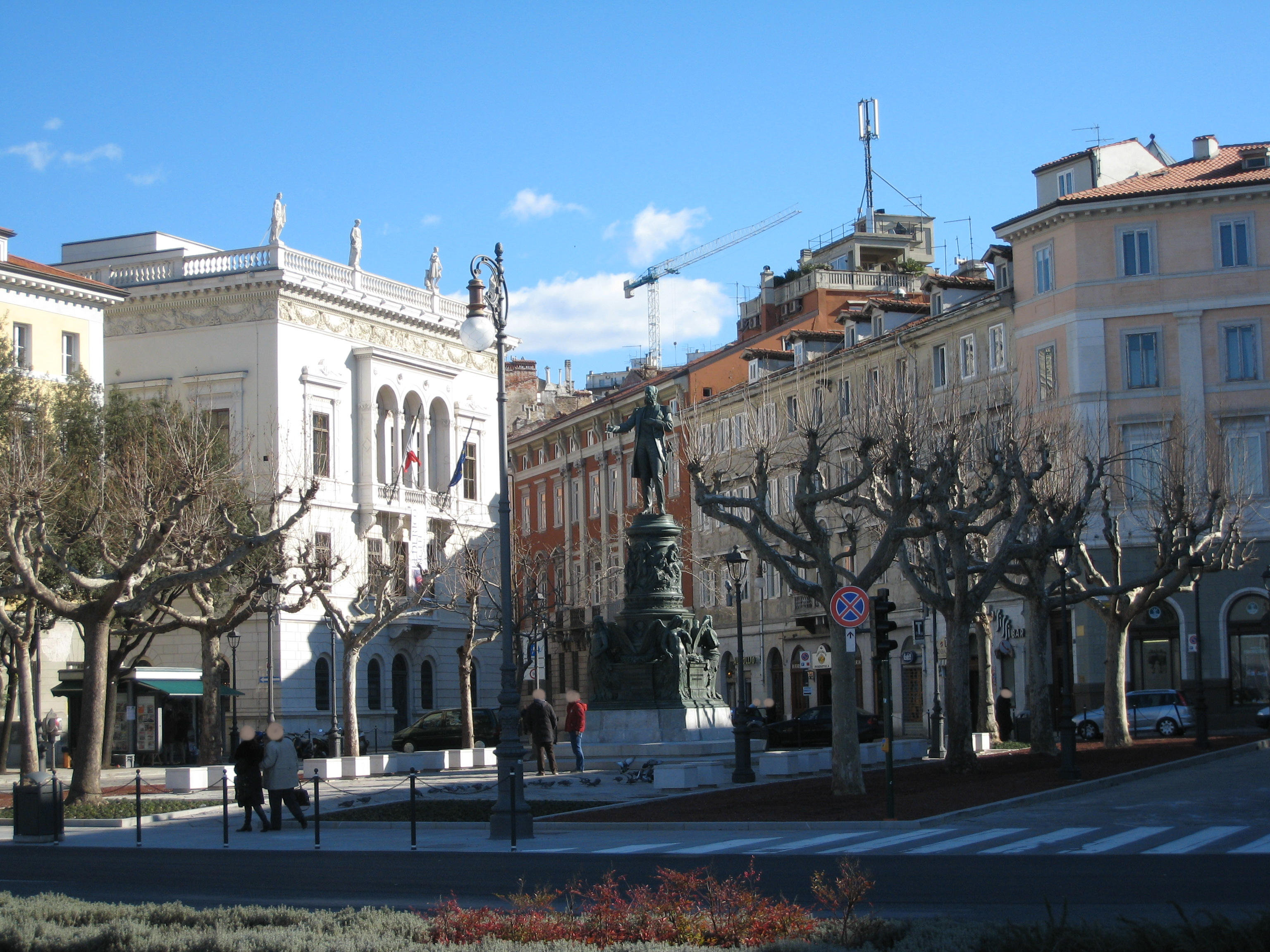
Museo Revoltella an der Piazza Venezia

Das Civico Museo Revoltella – Galleria d’Arte Moderna (deutsch Städtisches Museum Revoltella – Galerie für Moderne Kunst) ist das größte kunsthistorische Museum der norditalienischen Stadt Triest und gehört zu den bedeutendsten Kunstgalerien Italiens. Es wurde 1872 aus dem Nachlass des Triestiner Barons Pasquale Revoltella gegründet und umfasst neben der originalen Wohneinrichtung, der Bibliothek und der Kunstsammlung des Barons auch Werke aus dem späten 19. Jahrhundert und dem 20. Jahrhundert.

## Geschichte

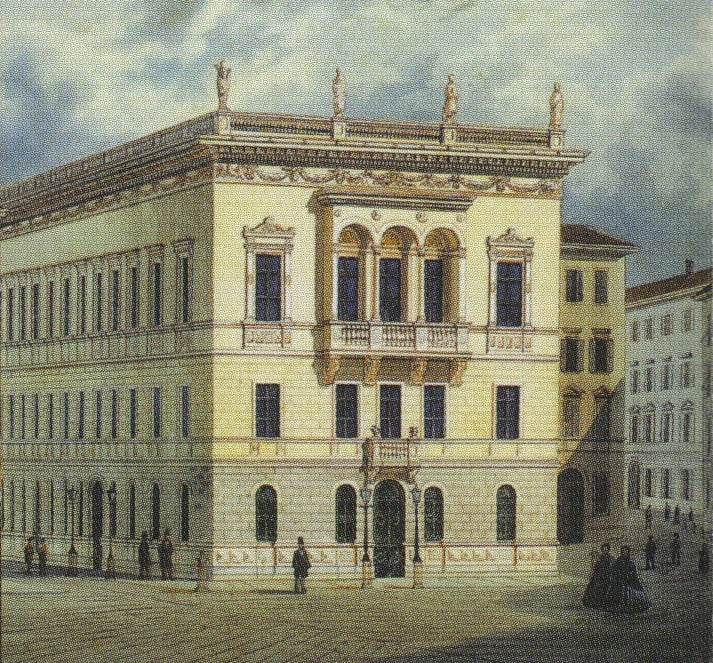
Revoltella-Palais (Alberto Rieger, 1865)

Das Museum wurde 1872 aus dem Nachlass des Triestiner Barons Pasquale Revoltella gegründet und befindet sich in dessen ehemaligen Stadtresidenz an der Piazza Venezia im Stadtviertel Borgo Giuseppino. Revoltella ließ sein Palais bereits zu Lebzeiten so konzipieren, dass es später als Museum genutzt werden konnte, und legte aus diesem Grund besonderen Wert auf die Dekoration und Inneneinrichtung des Gebäudes. Mit der Planung beauftragte er den Berliner Architekten Friedrich Hitzig, der das Gebäude 1858 fertigstellte.
Bei seinem Tod 1869 vermachte Revoltella der Gemeinde Triest seine Stadtresidenz. Seinem letzten Willen zufolge wurden das Gebäude und die darin enthaltene Kunstsammlung der Öffentlichkeit zugänglich gemacht. Da eine Klausel der Schenkung bestimmte, dass alle zeitgenössischen Kunstrichtungen durch entsprechende Ankäufe berücksichtigt werden müssen, umfasst das heutige Museum nicht nur die originale Wohneinrichtung, die Bibliothek und die Kunstsammlung des Barons, sondern auch Werke aus dem späten 19. Jahrhundert und dem 20. Jahrhundert.
Auf der Suche nach neuen Räumen für die stetig wachsende Sammlung an Kunstwerken erwarb die Stadt Triest 1907 den Palazzo Brunner neben dem ehemaligen Wohnsitz Revoltellas und später den angrenzenden Palazzo Basevi, so dass sich die Räumlichkeiten des Museums heute über einen kompletten Gebäudeblock erstrecken.
Erst 1963 wurde allerdings mit der Renovierung und den Umbauarbeiten der beiden neu erworbenen Gebäude  begonnen. Das Projekt wurde dem italienischen Architekten Carlo Scarpa übertragen, aber erst nach dessen Tod 1992 vollendet.
Die gegenwärtige Ausstellung des Museums umfasst rund 350 Werke, die auf knapp 40 Säle und sechs Stockwerke verteilt sind.

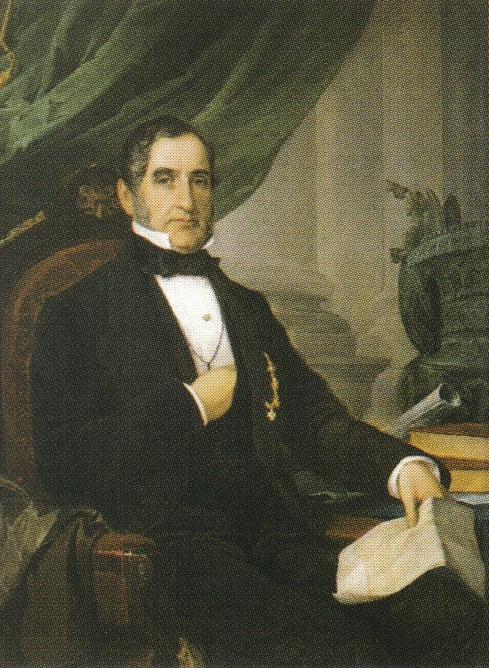
Porträt von Pasquale Revoltella (Tito Agujari, 1863)

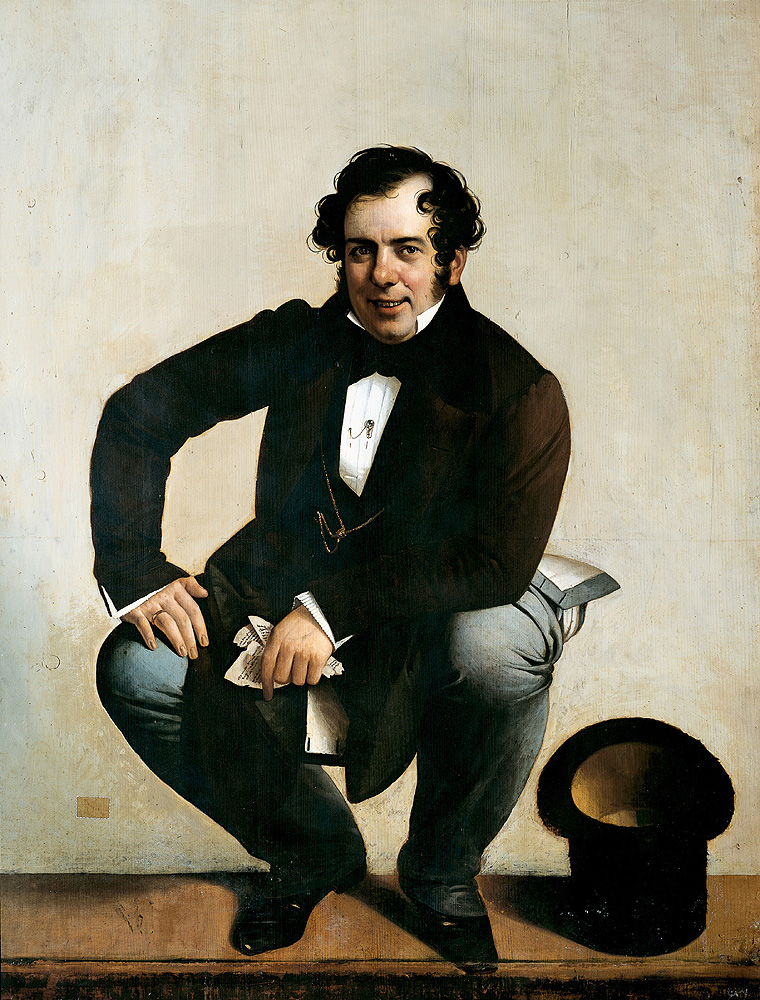
Selbstporträt (Giuseppe Tominz, 1830)

## Die Sammlung (Auszug)

### Gemälde
- Tito Agujari: Ritratto di Pasquale Revoltella, Öl auf Leinwand, 1862
- Afro Basaldella: Ricercarii, 1952
- Giuseppe Capogrossi: Surface 322, 1959
- Ladislao de Gauss – Riva del mare, Aquarell, 1950
- Carlo Carrà: Donna al mare, Öl auf Leinwand, 1931
- Felice Casorati: Meriggio, Öl auf Holz, 1923
- Giorgio de Chirico: Gladiatori, Öl auf Leinwand, 1932
- Cesare Dell’Acqua: La dedizione di Trieste all'Austria nel 1382, Beginn der Schutzherrschaft Österreichs über Triest, Öl auf Leinwand, 1855/1856
- Cesare Dell’Acqua: La proclamazione del Porto Franco nel 1719, Rekonstruktion der Erhebung Triests zum Freihafen, Öl auf Leinwand, 1855/1856
- Antonio Rotta – Vecchia Nonna, Öl auf Leinwand, 1869
- Antonio Rotta – Meditation, Öl auf Leinwand, 1860
- Otto von Faber du Faur: Rückkehr vom Rußlandzug, Öl auf Leinwand
- Pietro Magni: Il taglio dell'istmo di Suez (zur Eröffnung des Suezkanals), 1863
- Giorgio Morandi: Paesaggio, 1944
- Giuseppe De Nittis: Signora col cane, 1878
- Gaetano Previati: Il giorno sveglia la notte, Öl auf Leinwand, 1905
- Alberto Rieger: Palazzo Revoltella, 1865
- Mario Sironi: Il pastore, Öl auf Leinwand, 1932
- Carl Frithjof Smith: Nach der ersten Communion, 1892
- Franz von Stuck: Neckerei, Öl auf Leinwand, 1909
- Giuseppe Tominz: Autoritratto, Selbstporträt, 1830
- Emilio Vedova: Ciclo della Protesta, 1956
- Carlo Wostry: Scena Boschereccia, 1902
- Cesare Saccaggi: Preludio, 1914

### Skulpturen
- Donato Barcaglia: Donna che trattiene il tempo, Marmor, 1875
- Pietro Magni: La ninfa di Aurisina (Allegorie auf den Bau eines Aquäduktes in Triest), Marmor, 1858
- Domenico Trentacoste: La derelitta, 1893

## Leitung
Die Direktoren des Museums waren und sind:
- Augusto Tominz (1872–1883)
- Alfredo Tominz (1883–1926)
- Piero Sticotti (1927–1929)
- Edgardo Sambo (1929–1956)
- Giulio Montero (1960–1989)
- Maria Masau Dan (1992)